# Устименко, Степан Яковлевич
Степан Яковлевич Устиме́нко (29 мая 1917 — 20 апреля 1945) — командир 3-й отдельной разведывательной роты 20-й гвардейской Краснознамённой механизированной бригады (8-го гвардейского механизированного корпуса, 1-й танковой армии, 1-го Украинского фронта), гвардии лейтенант. Герой Советского Союза (1944).

## Биография
Родился 29 мая 1917 года в селе Крутьки Полтавской губернии (ныне Чернобаевского района Черкасской области) в украинской крестьянской семье. Окончил техникум механизации сельского хозяйства, работал комбайнёром на МТС.
В 1937 году призван в ряды Красной Армии. В 1938 году окончил объединённую школу оружия Черноморского флота в городе Керчь, до 1941 года служил на корабле «Смышлёный». В боях Великой Отечественной войны в 1941 году защищал Одессу, Севастополь, Николаев, Новороссийск. В 1942 году был переведён в морскую пехоту, с июня 1943 года — в механизированных войсках.
24 марта 1944 года 20-я гвардейская Краснознамённая механизированная бригада с боями вышла к Днестру в районе города Залещики Тернопольской области. Отдельная разведывательная рота подошла к переправе, которую гитлеровцы бомбили с воздуха и обстреливали из орудий и миномётов.
Командир взвода бронетранспортёров гвардии младший лейтенант С. Я. Устименко, узнав, что убит командир роты, взял командование подразделением на себя. Выполняя приказ форсировать реку и захватить плацдарм на правом берегу, группа под командованием С. Я. Устименко на лодках переправилась через Днестр и, уничтожив передовой пост противника, закрепилась на захваченном плацдарме. Отбивая контратаки противника, захватили четыре пулемёта и одно орудие врага. Действия С. Я. Устименко способствовали успешной переправе основных подразделений бригады через Днестр.
Указом Президиума Верховного Совета СССР от 26 апреля 1944 года за мужество и героизм, проявленные при форсировании Днестра и удержании плацдарма на его западном берегу, гвардии младшему лейтенанту Степану Яковлевичу Устименко присвоено звание Героя Советского Союза с вручением ордена Ленина и медали «Золотая Звезда» (№ 2419).
20 апреля 1945 года Степан Яковлевич Устименко погиб в бою при форсировании реки Шпрее. Похоронен в городе Гожув Велькопольский, Польша.

## Награды
- Медаль «Золотая Звезда»;
- орден Ленина;
- орден Красного Знамени;
- орден Отечественной войны 1-й степени;
- орден Красной Звезды.

## Память
В селе Крутьки установлен бюст С. Я. Устименко, его именем названа улица.